# Rennemoulin
Rennemoulin är en kommun i departementet Yvelines i regionen Île-de-France i norra Frankrike. Kommunen ligger i kantonen Saint-Nom-la-Bretèche som tillhör arrondissementet Saint-Germain-en-Laye. År 2022 hade Rennemoulin 107 invånare.

## Befolkningsutveckling
Antalet invånare i kommunen Rennemoulin
| Referens: INSEE |